# Sophie Pondjiclis
Sophie Pondjiclis est une chanteuse classique française mezzo-soprano d'origine grecque. Elle a été l'élève de Régine Crespin au Conservatoire national supérieur de musique de Paris et de Lorraine Nubar de la Juilliard School de New-York. Elle intégra ensuite l'école de l'Opéra de Paris dans la classe de Michel Sénéchal.
Sa voix se caractérise par une tessiture mezzo-soprano colorature qui lui permet de couvrir un répertoire qui s'étend du baroque au contemporain.
Elle s’illustre aussi dans un genre qu’elle vient de créer le « lyrico-jazz »

## Discographie

### CD
- Théodore Gouvy :  Stabat Mater (Inva Mula, Huw Rhys Evans, Thierry Félix) dirigé par Olivier Holt, Label: K617, ASIN : B0000044RB
- Michèle Reverdy : Médée (Françoise Masset, Magali Léger, Christian Tréguier) dirigé par Pascal Roph, Label: Mandala, ASIN : B0007INYBW

### DVD
- Mozart : Le nozze di Figaro (Pietro Spagnoli, Annette Dasch, Rosemary Joshua, Luca Pisaroni, Angelika Kirchschlager) dirigé par René Jacobs, Studio Bel Air Classiques, ASIN: B000K2UHY2